# Kříž Fridrichův
Kříž Fridrichův (německy Friedrich-Kreuz) bylo anhaltské vojenské vyznamenání. Založil ho dne 12. prosince 1914 vévoda Fridrich II. Anhaltský jako obdobu pruského Železného kříže. Byl udělován ve třech verzích - pro vojáky, pro nevojáky a připínací kříž. Vyznamenání zaniklo s pádem monarchie v roce 1918.

## Vzhled vyznamenání
Odznakem je bronzový nesmaltovaný tlapatý kříž. Na jeho horním rameni je vyobrazena koruna, na dolním pak letopočet 1914. Ve středovém medailonu je ozdobně vyvedený monogram zakladatele F, celý medailon je obehnán dubovým věncem, jehož horní a dolní část probíhá pod rameny kříže. Zadní strana je hladká, uprostřed je nápis FÜR VERDIENST IM KRIEGE (Za válečné zásluhy).
Stuha je zelená, pro vojáky s červeným lemem, pro nevojáky pak s lemem bílým.